# حفل توزيع جوائز الأوسكار التاسع والثلاثون
حفل توزيع جوائز الأوسكار التاسع والثلاثون (بالإنجليزية: 39th Academy Awards)‏ هو حدث نظمته أكاديمية فنون وعلوم الصور المتحركة لتكريم أفضل الأفلام لسنة 1966. أقيم الحفل بتاريخ 10 أبريل، 1967 في قاعة عرض سانتا مونيكا المدنية في سانتا مونيكا، كاليفورنيا. قامت شبكة هيئة الإذاعة الأمريكية ببثّ الحفل، وقدّمه بوب هوب. في هذه الدورة، فاز فيلم رجل لكل العصور بجائزة أفضل فيلم، وحاز الممثّل باول سكوفيلد على جائزة أفضل ممثّل، ونالت الممثلة إليزابيث تايلور جائزة أفضل ممثّلةٍ، وكانت جائزة الأوسكار لأفضل مخرج من نصيب المخرج فريد زينيمان.
أكثر الأفلام ترشيحاً للحصول على جوائز كان فيلم من الذي يخاف من ذئب فرجينيا؟ حيث تلقّى 13 ترشيحاً، بينما أكثرها فوزاً كان فيلم رجل لكل العصور حيث فاز بـ 6 جوائز.

## الجوائز
- جائزة أفضل فيلم:

رجل لكل العصور
- جائزة أفضل مخرج:

فريد زينيمان
- جائزة أفضل ممثّل:

باول سكوفيلد
- جائزة أفضل ممثّلة:

إليزابيث تايلور
- جائزة أفضل ممثّل مساعد:

والتر ماثو
- جائزة أفضل ممثّلة مساعدة:

ساندي دنيس
- جائزة أفضل سيناريو مقتبس:

رجل لكل العصور
- جائزة أفضل موسيقى تصويريّة:

شيء مضحك حدث في الطريق إلى المحكمة وولدوا أحرارا
- جائزة أفضل تأثيرات بصريّة:

رحلة رائعة
- جائزة أفضل خلط أصوات:

الجائزة الكبرى

## وصلات خارجية
- حفل توزيع جوائز الأوسكار التاسع والثلاثون على موقع IMDb (الإنجليزية)
- حفل توزيع جوائز الأوسكار التاسع والثلاثون على موقع ميوزك برينز (الإنجليزية)
- الموقع الرسمي لجوائز الأكاديمية.
- الموقع الرسمي لأكاديمية فنون وعلوم الصور المتحركة.
- قناة جوائز الأوسكار على موقع يوتيوب (تُديره أكاديمية فنون وعلوم الصور المتحركة).
- مقتطفات فيديو من أكاديمية فنون وعلوم الصور المتحركة.